# 神秘兵團
《神秘兵團》（英語：Mystery Men）是一部1999年美國超級英雄喜劇片，由金卡·亞瑟執導，改編自鮑勃·伯登的《火紅蘿蔔漫畫》。故事敘述一支由能力不強的超級英雄組成的團隊，必須出面拯救世界。主演包括班·史提勒、漢克·阿扎里亞、威廉·梅西、格雷戈·金尼爾、珍妮娜·葛羅佛、保羅·魯本斯、凱爾·米歇爾、韋斯·斯塔蒂、杰弗里·拉什、莉娜·歐琳、埃迪·伊扎德、克萊兒·馥蘭妮及汤姆·威茨。
《神秘兵團》1999年8月6日在美國上映。儘管該片演員陣容堅強，但在全球僅收穫3350萬美元，視為票房炸彈。

## 演員
- 漢克·阿扎里亞飾演藍色王侯／傑弗瑞
- 克萊兒·馥蘭妮飾演莫妮卡
- 珍妮娜·葛羅佛飾演圓頂帽／卡蘿
- 格雷戈·金尼爾飾演驚人隊長／蘭斯·亨特
- 威廉·梅西飾演鏟土俠／艾迪
- 凱爾·米歇爾飾演隱形男孩
- 莉娜·歐琳飾演安娜貝爾·李克博士
- 保羅·魯本斯飾演器官人
- 杰弗里·拉什飾演卡薩諾瓦·弗蘭肯斯坦
- 班·史提勒飾演狂怒先生／羅伊
- 韋斯·斯塔蒂飾演斯芬克斯
- 汤姆·威茨飾演海勒博士
- 埃迪·伊扎德飾演托尼·龐巴杜
- 麥可·貝飾演兄弟會成員[4]

## 外部連結
- 互联网电影数据库（IMDb）上《神秘兵團》的资料（英文）
- Box Office Mojo上《神秘兵團》的資料（英文）
- 豆瓣电影上《神秘兵團》的資料 （简体中文）
- 爛番茄上《神秘兵團》的資料（英文）
- Metacritic上《神秘兵團》的資料（英文）